# ロバート・ボシシオ
ロバート・ボシシオ（Robert Bosisio、1963年 - ）は、イタリアのアーティストである。

## 画風・評価
輪郭がぼやけている静物画、インテリア、風景を主に描いている。
グスタフ・ウィマーに関する著作のある、美学者のウーヴェ・ハウペンタルは、ボシシオの作品について「錯視によって達成される動きの概念の余地を残さない、広く広がった自己反映空間を生成する」と述べたことがある。徐々にボシシオの絵画はより大きな形態の解体に向かって進化した。また、ドイツの映画監督ヴィム・ヴェンダースは「ロバート・ボシシオは、21世紀においてさえも、絵画がいつでも表面を超越できることを私たちに示している」と述べた。

## 経歴
イタリア北部トローデナの生まれ。ボルツァーノにてグラフィックアートを学んだ後、1988年ウィーン美術アカデミーを卒業。
その後、ベルリン (1989年 - 1994年、2008年)、ロンドン (1997年)、ニューヨーク (2006年) にて芸術を学ぶ。
2011年、ヴェネツィアのLa Fenice賞を受賞し、ヴェネツィア・ビエンナーレのイタリアンパビリオンで展示を行う。
現在は生まれ故郷のトローデナ、ベルリン、クルジュ=ナポカ (ルーマニア) の三箇所を拠点に制作活動をしている。

## 展覧会
ボシシオは、1994年にオーストリアの都市インスブルックのTiroler Kunstpavilionで個展を開き、2003年にオーストリア・リエンツのMunicipal Galleryで開催された。
2006年にはミュンヘンのブルックミューレクンストハレとニューヨークの「今世紀ギャラリー」で個展を開き、2007年には、イタリアのトレント自治県のジョヴァンニ・セガンティーニ市民ギャラリーおよびボルツァーノのギャラリー"Galleria Goethe"で展示した。
2011年、イタリア・ボルツァーノ市にあるMuseion現代美術館でのグループ展"Image to be projected until it vanishes"（「投影される画像が消えるまで」展）に参加。同年、ヴェネツィア・ビエンナーレのイタリアパビリオンにも参加。
2013年にオーストリア・シュヴァーツのアート ギャラリー"Rabalderhaus Schwaz"で展示し、翌2014年、アントウェルペンのHugo Voeten美術館でも展示した。
2018年7月 - 9月、東京の104GALERIEのコレクション展に、ブエノスアイレスのディエゴ・シルリ（Diego Cirulli）、イタリア・ボローニャ生まれのルディ・クレモニーニ（Rudy Cremonini）、ドイツ・ベルリン生まれのピウス・フォックス（Pius Fox）、ルーマニア・シビウ生まれのテオドラ・アクセンテ（Teodora Axcente）、ルーマニアのビストリツァ＝ナサウド県スンジェオルズ＝バイ出身でクルジュ＝ナポカを拠点に活動しているアリーン・ボズビチウ（Alin Bozbiciu）、同国のバヤ・マレ生まれのミルチャ・ブート（Mircea But）とともに参加した。